# Liste der Baudenkmäler in Aholming

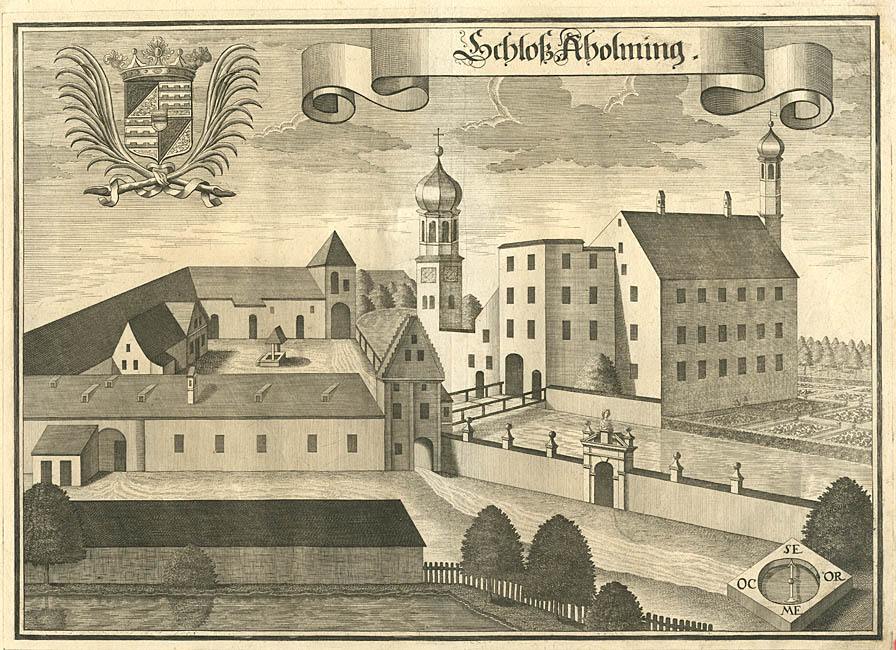
Michael Wening: Schloss Aholming

Auf dieser Seite sind die Baudenkmäler in der niederbayerischen Gemeinde Aholming zusammengestellt. Diese Tabelle ist eine Teilliste der Liste der Baudenkmäler in Bayern. Grundlage ist die Bayerische Denkmalliste, die auf Basis des Bayerischen Denkmalschutzgesetzes vom 1. Oktober 1973 erstmals erstellt wurde und seither durch das Bayerische Landesamt für Denkmalpflege geführt wird. Die folgenden Angaben ersetzen nicht die rechtsverbindliche Auskunft der Denkmalschutzbehörde.

## Baudenkmäler nach Ortsteilen

### Aholming
| Lage                             | Objekt                                | Beschreibung | Akten-Nr.             | Bild           |
| -------------------------------- | ------------------------------------- | --- | --------------------- | -------------- |
| Kapellenäcker (Standort)         | Feldkapelle                           | Kleiner barocker Satteldachbau mit geschweiftem Blendgiebel, Ende 18. Jahrhundert; mit Ausstattung                                         | D-2-71-111-4 Wikidata | Feldkapelle    |
| Untere Römerstraße 3 (Standort)  | Katholische Pfarrkirche St. Stephanus | Barocker Saalbau mit eingezogenem gotischen Chor und südseitigem Satteldachturm, bezeichnet „1766“, Chor und Turm um 1500; mit Ausstattung | D-2-71-111-1 Wikidata | weitere Bilder |
| Untere Römerstraße 28 (Standort) | Wohnstallhaus                         | Flachsatteldachbau mit Blockbau-Obergeschoss, Giebelschroten und giebelseitigem Wirtschaftsteil, zweite Hälfte 18. Jahrhundert             | D-2-71-111-2 Wikidata | Wohnstallhaus  |

### Bamling
| Lage                      | Objekt    | Beschreibung                                                                                         | Akten-Nr.              | Bild      |
| ------------------------- | --------- | --- | ---------------------- | --------- |
| Bamlinger Feld (Standort) | Bildstock | Sogenanntes Bamlinger Kreuz, gusseisernes Kruzifix mit Muttergottes auf Steinsockel, 19. Jahrhundert | D-2-71-111-14 Wikidata | Bildstock |

### Isarau
| Lage                          | Objekt                                                           | Beschreibung | Akten-Nr.             | Bild           |
| ----------------------------- | ---------------------------------------------------------------- | --- | --------------------- | -------------- |
| Isarauer Straße 41 (Standort) | Portalgebäude des 1791 abgebrochenen ehemaligen Schlosses Isarau | Dreigeschossiger Satteldachbau mit Strebepfeiler, im Kern spätgotisch; anschließend Ökonomiehof, vier erdgeschossige Flügelbauten mit Satteldächern, 18./19. Jahrhundert | D-2-71-111-5 Wikidata | weitere Bilder |

### Neutiefenweg
| Lage                               | Objekt                   | Beschreibung                                                                                | Akten-Nr.             | Bild                     |
| ---------------------------------- | ------------------------ | ------------------------------------------------------------------------------------------- | --------------------- | ------------------------ |
| Dammweg 25;Neutiefenweg (Standort) | Kruzifix                 | Gefasste neubarocke Holzskulptur, 19. Jahrhundert, in modernem Wetterhaus                   | D-2-71-111-8 Wikidata | Kruzifix                 |
| Kapellenstraße 65 (Standort)       | Kriegergedächtniskapelle | Satteldachbau mit Zwiebel-Dachreiter, erstes Viertel 20. Jahrhundert; mit Ausstattung       | D-2-71-111-6 Wikidata | Kriegergedächtniskapelle |
| Maxenbauernholz (Standort)         | Feldkapelle              | Kleiner Satteldachbau mit hölzernem Vorbau und Dachreiter, 19. Jahrhundert; mit Ausstattung | D-2-71-111-7 Wikidata | Feldkapelle              |

### Penzling
| Lage                           | Objekt                                          | Beschreibung | Akten-Nr.              | Bild           |
| ------------------------------ | ----------------------------------------------- | --- | ---------------------- | -------------- |
| Nähe Penzlinger Weg (Standort) | Wegkapelle                                      | Kleiner Satteldachbau mit Lourdesgrotte, zweites Viertel 19. Jahrhundert; mit Ausstattung                                                  | D-2-71-111-10 Wikidata | Wegkapelle     |
| Penzling 5 (Standort)          | Katholische Filialkirche St. Jakobus der Ältere | Saalbau mit spätgotischem Chor und Nordturm, Chor frühes 15. Jahrhundert, Langhaus 17. Jahrhundert mit frühgotischem Kern; mit Ausstattung | D-2-71-111-9 Wikidata  | weitere Bilder |

### Tabertshausen
| Lage                             | Objekt                              | Beschreibung | Akten-Nr.              | Bild           |
| -------------------------------- | ----------------------------------- | --- | ---------------------- | -------------- |
| Eichendorfer Straße 1 (Standort) | Katholische Filialkirche St. Kilian | Spätromanischer barockisierter Saalbau mit eingezogenem Chor und Dachreiter, 13. Jahrhundert, im 17. Jahrhundert umgestaltet; mit Ausstattung | D-2-71-111-12 Wikidata | weitere Bilder |